# Ordinariato personale della Cattedra di San Pietro
L'ordinariato personale della Cattedra di San Pietro (in latino: Ordinariatus Cathedrae Sancti Petri in Civitatibus Foederatis Americae Septentrionalis) è una sede della Chiesa cattolica immediatamente soggetta alla Santa Sede. Nel 2021 contava 8.000 battezzati. È retto dal vescovo Steven Joseph Lopes.

## Territorio
L'ordinariato, in conformità a quanto stabilito dalla costituzione apostolica Anglicanorum coetibus, estende la propria giurisdizione sui fedeli provenienti dall'anglicanesimo che siano residenti nel territorio corrispondente alla giurisdizione delle Conferenze Episcopali degli Stati Uniti d'America e del Canada e manifestino per iscritto la volontà di farne parte.
Cattedrale dell'ordinariato è la chiesa di Nostra Signora di Walsingham a Houston in Texas.
All'inizio del 2013 sono registrate 25 comunità appartenenti all'ordinariato, di cui 3 in territorio canadese.
Il territorio è suddiviso in 38 parrocchie. Le parrocchie in territorio statunitense appartengono alla regione ecclesiastica X (AR, OK, TX).

## Storia

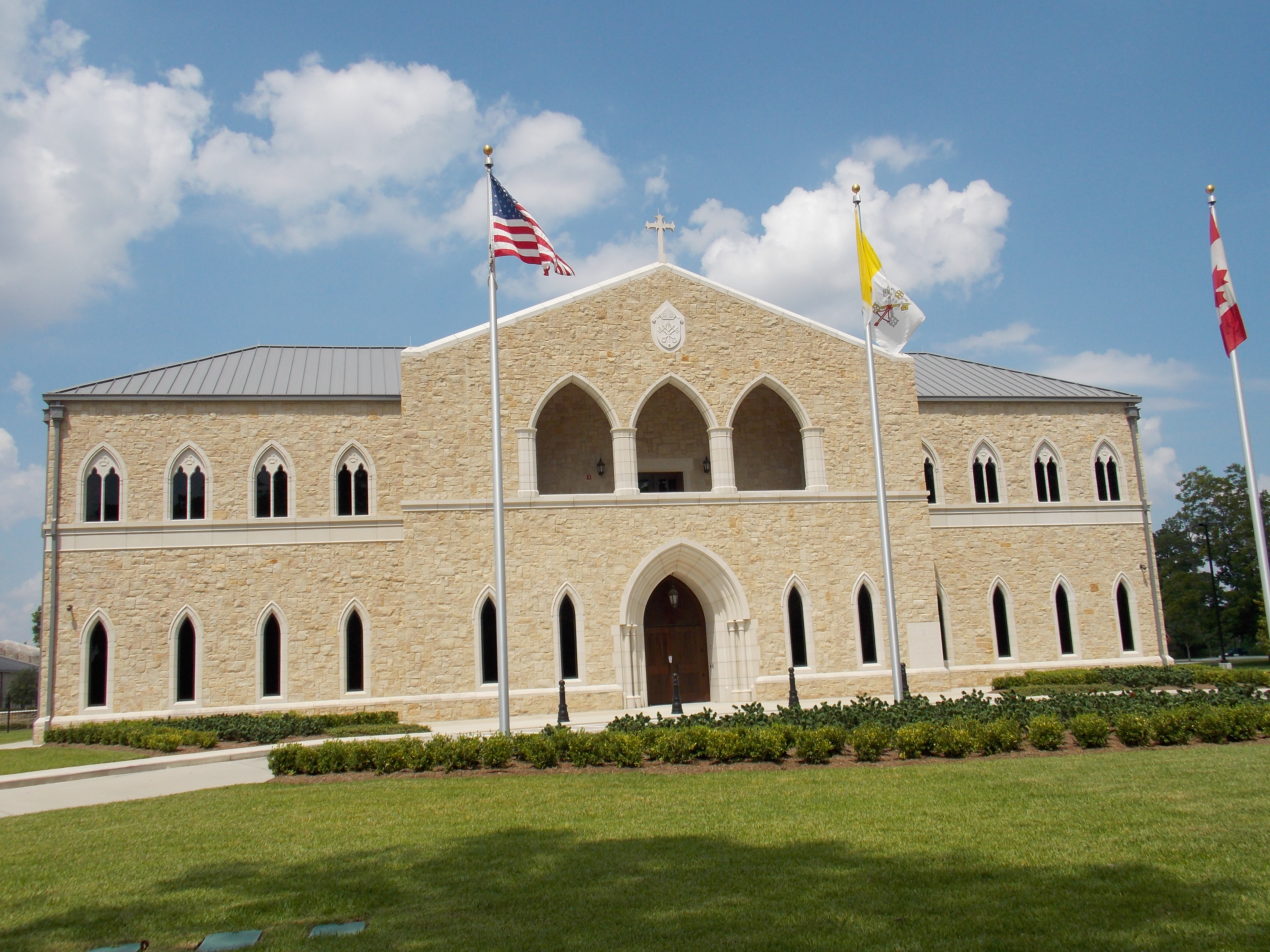
La sede dell'ordinariato a Houston.

Dal pontificato di Pio XII, se non prima, i papi concessero l'esenzione dalla norma del celibato per l'ordinazione di persone sposate provenienti dal clero protestante e anglicano e la cui unione era riconosciuta dalla Chiesa cattolica romana. Essendo i numeri generalmente piccoli il Vaticano elaborava questi casi individualmente. La situazione cambiò alla fine degli anni '70, quando centinaia di preti del clero della Chiesa episcopale, alcuni dei quali portavano le loro congregazioni con loro, cercarono l'ordinazione nella Chiesa cattolica e, nel caso di coloro che portavano le congregazioni da loro guidate, la fornitura di libri liturgici che seguivano la loro tradizione anglicana. Papa Giovanni Paolo II rispose a questa situazione, in primo luogo, attraverso la definizione di un "provvedimento pastorale" per facilitare l'elaborazione del gran numero di richieste di dispensa provenienti dall'ex clero episcopaliano negli Stati Uniti nel 1980 e, in secondo luogo, autorizzando il Book of Divine Worship sulla base del libro delle preghiere comuni per l'utilizzo da parte delle comunità di ex anglicani, nelle parrocchie, missioni o cappellanie delle diocesi romane cattoliche locali. Il Vaticano prescrisse anche l'uso della Revised Standard Version, seconda edizione cattolica della traduzione dei testi biblici, piuttosto che la traduzione della Sacra Bibbia allora in uso negli Stati Uniti, in collaborazione con i riti del Book of Divine Worship. Quest'ultimo fu ufficialmente considerato un lavoro interinale, autorizzato ad experimentum in attesa del completamento di una edizione finale, ma non vi furono ulteriori lavori sui "libri liturgici approvati della tradizione anglicana" nei decenni che seguirono.
Nel primo decennio del XXI secolo, un certo numero di vescovi della Chiesa d'Inghilterra e della Comunione anglicana tradizionale, si avvicinarono in modo indipendente alla Santa Sede cercando qualche sorta di compromesso per preservare la loro autonomia e la loro struttura ecclesiale all'interno della Chiesa cattolica. Il 4 novembre 2009, papa Benedetto XVI promulgò la costituzione apostolica Anglicanorum coetibus grazie alla quale fu permessa l'erezione di ordinariati personali equivalenti a diocesi. Il Vaticano in seguito eresse tre circoscrizioni di questo tipo: l'Ordinariato Personale di Nostra Signora di Walsingham nel territorio della Conferenza Episcopale di Inghilterra e Galles il 15 gennaio 2011, l'Ordinariato personale della Cattedra di San Pietro nel territorio della Conferenza Statunitense dei Vescovi Cattolici (USCCB) il 1º gennaio 2012 e l'Ordinariato personale di Nostra Signora della Croce del Sud nel territorio della Conferenza australiana dei Vescovi cattolici in data 15 giugno 2012.
L'ordinariato personale della Cattedra di San Pietro venne eretto con il decreto The supreme law della Congregazione per la dottrina della fede ed approvato da papa Benedetto XVI il 1º gennaio 2012, con giurisdizione sul territorio della Conferenza episcopale degli Stati Uniti d'America; contestualmente venne nominato primo ordinario il presbitero Jeffrey Neil Steenson, già vescovo episcopaliano, convertitosi nel 2007 al cattolicesimo.
Il decreto di erezione designò la chiesa di Nostra Signora di Walsingham a Houston come chiesa principale dell'ordinariato, analoga alla chiesa cattedrale di una diocesi. Questa chiesa era sede di una delle congregazioni che entrò nella Chiesa cattolica con un provvedimento pastorale. Fu quindi trasferita dall'arcidiocesi di Galveston-Houston all'ordinariato. Fin dalla sua creazione, più di cento chierici anglicani chiesero di diventare preti cattolici nell'ordinariato; allo stesso tempo aderirono circa 1.400 laici. Monsignor Steenson si installò come ordinario il 12 febbraio 2012 durante una messa celebrata nella concattedrale del Sacro Cuore di Houston guidata dai cardinali Daniel DiNardo e Donald William Wuerl.
La Mount Calvary Church di Baltimora deliberò di aderire all'ordinariato nel 2010. Nel dicembre del 2011, la parrocchia lasciò la diocesi episcopale del Maryland con la chiesa e le costruzioni associate. Così il 21 gennaio 2012, questa parrocchia divenne la prima dell'ordinariato.
Il 26 giugno del 2012, Randy Sly, ex arcivescovo della Chiesa carismatica episcopale, fu ordinato sacerdote dal vescovo Paul Stephen Loverde a Potomac Falls. Il 16 settembre 2012, la cattedrale dell'Incarnazione, chiesa principale della diocesi degli Stati Uniti orientali della Chiesa anglicana in America, venne ricevuta nell'ordinariato assieme al suo vescovo, Louis Campese. Il 7 dicembre 201 venne comunicata l'istituzione, con l'approvazione della Santa Sede, di un decanato per il Canada che, di fatto, ampliò la giurisdizione dell'ordinariato. Di conseguenza, il capo dell'ordinariato fa parte a pieno titolo delle conferenze episcopali di Stati Uniti e Canada.
Il 24 novembre 2015, papa Francesco nominò Steven J. Lopes primo ordinario con dignità episcopale. Questa nomina è stata la prima di un vescovo in uno dei tre ordinariati. Con la nomina di un vescovo, la chiesa principale fu elevata al rango di cattedrale, la terza nella città di Houston.
Al momento dell'erezione dei primi ordinariati, il Vaticano istituì la Commissione Anglicanae traditiones per preparare i libri liturgici della tradizione anglicana per il loro uso, e anche per l'utilizzo delle comunità di ex anglicani che rimangono sotto la giurisdizione delle loro diocesi locali. Questa commissione, sotto la direzione di Steven Lopes, pubblicò il Divine Worship: Occasional Services contenenti i riti per battesimi, matrimoni e funerali, seguito da Divine Worship: The Missal che contiene il rito per la messa per sostituire i rispettivi riti del Book of Divine Worship. Il messale entrò in vigore la prima domenica di avvento (27 novembre) del 2015. Lopes, che si trovava a Houston al momento dell'annuncio della sua nomina, fu il celebrante principale della prima messa nella chiesa principale dell'ordinariato secondo il nuovo messale. I nuovi riti conservano l'uso della Revised Standard Version, Second Catholic Edition dei testi scritturali.

## Decanato di San Giovanni Battista
La costituzione apostolica Anglicanorum coetibus attirò notevole interesse in Canada anche se il numero delle comunità era troppo piccolo per sostenere la creazione di un ordinariato separato per quel paese. Così, il cardinale Thomas Christopher Collins, arcivescovo di Toronto contattò mons. Steenson per elaborare una soluzione che permetteva di estendere la giurisdizione dell'ordinariato della Cattedra di San Pietro in Canada.
Mentre tutto questo era in corso, nel dicembre del 2011, la parrocchia di San Giovanni Evangelista a Calgary, appartenente alla Chiesa anglicana in Canada, entrò in piena comunione con la Chiesa cattolica con il suo parroco, padre Lee Kenyon, inizialmente come una parrocchia della diocesi di Calgary con facoltà di celebrare la liturgia secondo il Book of Divine Worship. Il 15 aprile 2012, gli ex vescovi Peter Wilkinson e Carl Reid della Chiesa anglicana cattolica del Canada, la provincia canadese della Comunione anglicana tradizionale, con le loro congregazioni, entrarono in piena comunione con la Chiesa cattolica.
Nell'aprile del 2012, monsignor Steenson aveva espresso il suo accordo con l'idea che tutti i gruppi di anglicani canadesi che avevano o avrebbero in futuro imminente preso la strada di unirsi alla Chiesa cattolica avrebbero dovuto essere organizzate come parrocchie di un decanato dell'Ordinariato della Cattedra di San Pietro. Il 7 dicembre 2012, con l'approvazione della Santa Sede e il sostegno della Conferenza episcopale del Canada, l'ordinariato eresse formalmente il decanato di San Giovanni Battista per le parrocchie canadesi e l'ordinario nominò padre Lee Kenyon primo decano. Il nome, proposto per primo dall'ex vescovo vescovo Peter Wilkinson, è quella di uno dei santi patroni del Canada la cui festa è significativa sia per gli anglofoni che per i francofoni.
L'8 dicembre 2012, il giorno dopo l'annuncio dell'estensione di giurisdizione dell'ordinariato personale della Cattedra di San Pietro in Canada, Peter Wilkinson, ex vescovo metropolita del Canada della Chiesa cattolica anglicana del Canada, venne ordinato presbitero nella Chiesa cattolica dal vescovo Richard Gagnon nella cattedrale di Sant'Andrea di Victoria. Wilkinson fu successivamente nominato prelato d'onore di Sua Santità da papa Benedetto XVI. Il 26 gennaio 2013, Carl Reid, ex vescovo della Chiesa cattolica anglicana del Canada, venne ordinato dall'arcivescovo Terrence Prendergast nella cattedrale di Ottawa.
Il decanato di San Giovanni Battista attualmente comprende undici comunità dal Nuovo Brunswick alla Columbia Britannica.

## Cronotassi degli ordinari
Si omettono i periodi di sede vacante non superiori ai 2 anni o non storicamente accertati.
- Jeffrey Neil Steenson (1º gennaio 2012 - 24 novembre 2015 dimesso)
- Steven Joseph Lopes, dal 24 novembre 2015

## Statistiche
L'ordinariato nel 2021 contava 8.000 battezzati.
| anno | popolazione | popolazione | popolazione | presbiteri | presbiteri | presbiteri | presbiteri                | diaconi | religiosi | religiosi | parrocchie |
| anno | battezzati  | totale      | %           | numero     | secolari   | regolari   | battezzati per presbitero | diaconi | uomini    | donne     | parrocchie |
| ---- | ----------- | ----------- | ----------- | ---------- | ---------- | ---------- | ------------------------- | ------- | --------- | --------- | ---------- |
| 2012 | 2.550       | ?           | ?           | 23         | 23         |            | 110                       |         |           |           | 12         |
| 2013 | 4.550       | ?           | ?           | 23         | 23         |            | 197                       |         |           |           | 12         |
| 2014 | 6.000       | ?           | ?           | 40         | 40         |            | 150                       |         |           |           | 25         |
| 2016 | 6.000       | ?           | ?           | 67         | 67         |            | 89                        |         |           |           | 42         |
| 2019 | 6.040       | ?           | ?           | 74         | 74         |            | 81                        |         |           |           | 42         |
| 2021 | 8.000       | ?           | ?           | 87         | 87         |            | 91                        |         |           |           | 38         |